# Romi Rain
Romi Rain (Boston, 12 de janeiro de 1988) é uma atriz pornográfica e modelo erótica americana.

## Biografia
Romi Rain nasceu no dia 12 de janeiro de 1988 em Boston, de ascendência italiana, e cresceu principalmente em Dorchester, Massachusetts.

### Carreira
Iniciou sua carreira na indústria pornográfica em 2012, aos 24 anos de idade. Desde o inicio de carreira trabalhou com diversas produtoras e websites como: Brazzers, PayOnes, Magma Film, Pure Mature, Evil Angel, Lethal Hardcore, Girlfriends Films, Naughty America, Pure Play Media, New Sensations, entre outras.

## Prêmios e indicações

### Prêmios

#### Nightmoves
- 2015 - Best Boobs

#### Nightmoves Fan Awards
- 2014 - Best Ink

#### Spank Bank Awards
- 2016 - Boobalicious Babe of the Year
- 2017 - Contessa of Cum

#### Spank Bank Technical Awards
- 2015 - Total Jackoff Material
- 2016 - Best Spitter
- 2016 - Most Likely To Growl While Fucking
- 2017 - Most Likely To Crush You in a Debate AND Kick You in the Balls
- 2017 - Sexiest Sci-Fi Geek

#### XBIZ Award
- 2016 - Best Scene - Couples-Themed Release (My Sinful Life - 2014)

#### XCritic Editor's Choice Awards
- 2013 - Special Recognition

### Indicações

#### AVN Award
- 2014 - Best Group Sex Scene (Madison's Mad Mad Circus - 2013)
- 2014 - Best Tease Performance (Soaking Wet - 2013)
- 2015 - Best Actress (Laws Of Love - 2014)
- 2015 - Best Group Sex Scene (Baby Got Boobs 14 - 2014)
- 2015 - Best Group Sex Scene (Orgy Initiation of Lola - 2014)
- 2015 - Best Group Sex Scene (Orgy Masters 4 - 2014)
- 2015 - Best Oral Sex Scene (SeXXXploitation Of Romi Rain - 2014)
- 2015 - Best Solo/Tease Performance (SeXXXploitation Of Romi Rain - 2014)
- 2015 - Best Three-Way Sex Scene: G/B/B (Romi Rain Darkside - 2014)
- 2015 - Fan Award: Favorite Female Porn Star
- 2015 - Female Performer of the Year
- 2016 - Best Group Sex Scene (Brazzers House - 2015)
- 2016 - Best Oral Sex Scene (Triple BJs - 2015)
- 2016 - Best Porn Star Website
- 2016 - Best Three-Way Sex Scene: G/G/B (My Sinful Life - 2014)
- 2016 - Fan Award: Favorite Female Porn Star
- 2016 - Female Performer of the Year
- 2017 - Best All-Girl Group Sex Scene (Ghostbusters XXX Parody - 2016)
- 2017 - Best Anal Sex Scene (In The Ass, At Last - 2016)
- 2017 - Best Three-Way Sex Scene: G/G/B (Deadly Rain - 2016)

#### Inked Awards
- 2014 - Best Ass
- 2014 - Feature of the Year
- 2015 - Best Oral
- 2015 - Female Performer of the Year

#### Nightmoves
- 2014 - Best Boobs
- 2014 - Best Ink
- 2014 - Best New Starlet

#### Nightmoves Fan Awards
- 2014 - Best Boobs
- 2014 - Best New Starlet
- 2015 - Best Boobs

#### Sex Awards
- 2013 - Hottest New Girl

#### Spank Bank Awards
- 2015 - Breakthrough Star of the Year
- 2015 - Cocksucker of the Year
- 2015 - Mattress Actress of the Year
- 2015 - Sexiest Painted Lady
- 2015 - The Contessa of Cum
- 2016 - Bad Ass Brunette of the Year
- 2016 - Best Vocals
- 2016 - Hardest Working Ho in Ho Biz
- 2016 - Most Comprehensive Utilization of All Orifices
- 2016 - Most Luxurious Labia
- 2016 - Sexiest Painted Lady
- 2017 - Bad Ass Brunette of the Year
- 2017 - Best All Around Porn Goddess
- 2017 - Best Body Built For Sin
- 2017 - Best 'Just Got Fucked' Hair
- 2017 - Boobalicious Babe of the Year
- 2017 - Cuckold Connoisseur of the Year
- 2017 - Mattress Actress of the Year
- 2017 - Most Comprehensive Utilization of All Orifices
- 2017 - Tattooed Temptress of the Year
- 2017 - The Dirtiest Player in the Game

#### XBIZ Awards
- 2014 - Best New Starlet
- 2015 - Best Actress - Couples-Themed Release (Laws Of Love - 2014)
- 2015 - Best Scene - Couples-Themed Release (Laws Of Love - 2014)
- 2015 - Female Performer of the Year
- 2016 - Best Scene - Gonzo Release (Brazzers House - 2015)
- 2016 - Female Performer of the Year
- 2017 - Best Actress - Couples-Themed Release (Open Relationship - 2015)
- 2017 - Female Performer of the Year

#### XRCO Awards
- 2015 - Best Actress (Laws Of Love - 2014)
- 2016 - Female Performer of the Year
- 2016 - Superslut of the Year